# Светислав Попович
Светислав Попович (серб. Svetislav Popović, нар. ?  — пом. ?) —  югославський футболіст, що грав на позиції захисника. Виступав за клуб БСК (Белград). 

## Життєпис
У складі БСК виступав наприкінці 20-х років. Грав у захисті у парі з Милорадом Митровичем. Здобував з командою срібло чемпіонату Югославії у 1927 році, а також бронзу у 1928 році. 
У 1927 і 1928 роках брав участь у складі своєї команди в матчах Кубку Мітропи, престижного турніру для провідних команд Центральної Європи. Обидва рази белградський клуб вибував на першій стадії змагань, поступаючись угорським командам «Хунгарія» (2:4, 0:4) і «Ференцварош» (0:7, 1:6) відповідно. Попович зіграв в усіх чотирьох матчах своєї команди. 

## Трофеї і досягнення
- Срібний призер чемпіонату Югославії: 1927
- Бронзовий призер чемпіонату Югославії: 1928
- Чемпіон футбольної асоціації Белграда: 1927